# Rivière Duhamel
Pour les articles homonymes, voir Duhamel.
La rivière Duhamel est un affluent de la Petite rivière Manouane, coulant dans le territoire non organisé de Mont-Valin, dans la municipalité régionale de comté du Fjord-du-Saguenay, dans la région administrative de Saguenay-Lac-Saint-Jean, dans la Province de Québec, au Canada.
Le bassin versant de la rivière Duhamel est desservie par la route forestière R0252 et quelques routes forestières secondaires pour les besoins de la foresterie et des activités récréotouristiques,.
La foresterie constitue la principale activité économique du secteur ; les activités récréotouristiques, en second.
La surface de la rivière Duhamel est habituellement gelée de la fin novembre au début avril, toutefois la circulation sécuritaire sur la glace se fait généralement de la mi-décembre à la fin mars.

## Géographie
Les principaux bassins versants voisins de la rivière Duhamel sont :
- côté Nord : lac Manouane, lac Villenaud ;
- côté Est : Petite rivière Manouane, rivière Durfort, rivière Manouane, ruisseau de la Mésange, ruisseau des Maringouins ;
- côté Sud : rivière Manouane, ruisseau Boisvert, rivière Houlière, rivière Alma, rivière du Portage ;
- côté Ouest : rivière à la Carpe, lac Péribonka, rivière Péribonka.

La Petite rivière Manouane prend sa source d’un lac non identifié (longueur : 2,2 km ; altitude : 579 m)(50° 26′ 07″ N, 70° 54′ 53″ O). Ce lac est alimenté du côté Ouest par le ruisseau du Pékan. Cette source est située dans le territoire non organisé de Mont-Valin à :
- 26,6 km à l’Est du cours de la rivière Péribonka ;
- 3,3 km au Sud-Ouest d'une baie du lac Villenaud ;
- 63,6 km au Nord du barrage à l’embouchure du lac Péribonka ;
- 63,3 km au Nord-Ouest d’une baie du Nord-Ouest du réservoir Pipmuacan (confluence de la rivière aux Hirondelles) ;
- 50,0 km au Nord-Ouest de l’embouchure de la rivière Duhamel (confluence avec la Petite rivière Manouane ;
- 51,4 km au Nord-Ouest de l’embouchure de la Petite rivière Manouane[2],[4].

À partir de sa source (lac non identifié), la rivière Duhamel coule sur 67,1 km entièrement en zone forestière, selon les segments suivants :
Cours supérieur de la rivière Duhamel (segment de 6,2 km)
- 2,1 km vers le Sud-Est, notamment en traversant un lac non identifié (longueur : 1,7 km ; altitude : 558 m) jusqu’à son embouchure ;
- 4,1 km vers le Sud-Est jusqu’à un coude de rivière correspondant à la décharge (venant du Nord-Est) du lac Éluard ;

Cours intermédiaire de la rivière Duhamel (segment de 44,9 km)
- 3,8 km vers le Sud-Est jusqu’à la décharge (venant du Nord-Est) de deux lacs ;
- 8,8 km vers le Sud-Ouest en recueillant deux décharges (venant du Nord) de lacs et une autre décharge (venant du Sud), jusqu’à un ruisseau (venant du Nord) ;
- 11,3 km vers le Sud-Ouest en recueillant la décharge (venant du Nord-Ouest) de deux lacs, jusqu’au ruisseau Criquet (venant du Nord) ;
- 5,7 km vers le Sud jusqu’au ruisseau de la Cigale (venant du Nord-Ouest) (50° 13′ 20″ N, 71° 04′ 06″ O) ;
- 10,4 km vers le Sud en recueillant la décharge (venant du Nord-Est) de lacs non identifiés ainsi que la décharge (venant de l’Ouest) d’un lac non identifié, jusqu’au ruisseau du Faucon (venant du Nord-Est) ;
- 4,9 km vers le Sud-Est notamment en traversant sur 4,1 km un lac non identifié (altitude : 308 m) sur sa pleine longueur jusqu’à son embouchure ;

Cours inférieur de la rivière Duhamel (segment de 16,0 km)
- 9,5 km vers le Sud-Ouest en recueillant un ruisseau (venant du Nord-Est) et un autre ruisseau (venant du Sud-Ouest), jusqu’à la rive Nord d’un lac non identifié ;
- 2,8 km vers le Sud-Est, puis l’Est, en traversant un lac non identifié (altitude : 299 m) jusqu’à son embouchure correspondant à un ruisseau (venant du Nord). Note : ce lac reçoit du côté Ouest le Bras des Canots 50° 01′ 33″ N, 71° 01′ 41″ O) ;
- 3,0 km vers le Sud-Est dans une vallée encaissée, jusqu’à un ruisseau (venant du Sud-Est) ;
- 0,7 km vers le Nord-Est dans une vallée encaissée jusqu’à son embouchure[2].

La rivière Duhamel se déverse sur la rive Ouest de la Petite rivière Manouane, à :
- 1,5 km au Nord de l’embouchure de la Petite rivière Manouane (confluence avec le lac Duhamel et la rivière Manouane) ;
- 19,6 km à l’Est du lac Péribonka ;
- 27,1 km au Nord-Est de l’embouchure du lac Péribonka lequel est traversé vers le Sud-Est par la rivière Péribonka ;
- 32,5 km à l’Ouest d’une baie de la partie Nord-Ouest du réservoir Pipmuacan ;
- 56,9 km au Nord-Est de l’embouchure de la rivière Manouane ;
- 161,3 km au Nord de l’embouchure de la rivière Péribonka (confluence avec le lac Saint-Jean)[2]

À partir de l’embouchure de la rivière Duhamel, le courant descend sur 0,9 km le cours de la Petite rivière Manouane vers le Sud, sur 63,7 km le cours de la rivière Manouane, sur 76,7 km le cours de la rivière Péribonka vers le Sud jusqu’à son embouchure, traverse sur 29,3 km vers l’Est le lac Saint-Jean, puis emprunte sur 160 km le cours de la rivière Saguenay vers l’Est jusqu'à la hauteur de Tadoussac où il conflue avec le fleuve Saint-Laurent.

## Toponymie
Duhamel constitue un patronyme de famille d’origine française.
Le toponyme de « rivière Duhamel » a été officialisé le 5 décembre 1968 à la Banque des noms de lieux de la Commission de toponymie du Québec.